# 露崎元弥
露崎 元弥（つゆざき もとや、1928年6月16日 - 2009年7月30日）は、1940年代後半プロボクサーとして活躍した昭和中期から後期（1960年代〜1970年代）のプロ野球審判員。審判員袖番号（初採用年度である1977年のみ）は13（この番号は露崎の他につけた審判はいなく、実質上の永久欠番となっている）。

## 人物
中国吉林省出身の大連育ち、晩年は神奈川県在住、敬虔なクリスチャンでもあった。
子供の頃から喧嘩が滅法強く、大連二中時代は界隈から恐れられる存在であった。
予科練を経て、戦後、ボクシングの堀口ジムに入門、露崎弥太郎のリングネームでライト級でプロデビューした。サウスポーのテクニシャンとして鳴らし、青木敏郎（後の青木ボクシングジム初代会長）、後藤秀夫（1950年7月30日に対戦、10ラウンド判定負け）といった強豪と試合をしたこともある。
1949年に最高3位にランキングされ、公式通算記録は14勝（3KO）8敗7分。
その後、在日米軍のアスレチックインストラクターとして採用され、様々なスポーツを教える傍ら、野球の審判も行うようになる。米軍チームと西鉄ライオンズ二軍の練習試合で球審を務めていたところを、西鉄の関係者に見出され、1963年に採用試験を受けることなくプロ野球審判員として採用された。
ボクシングの動きをヒントにしたオーバーアクションと奇声をあげる（例えば、見逃し三振の時に「ストラッキー!」と叫び、左足を上げてジャンプした後にボクシングのワンツーを繰り出す。本人いわく、見逃し三振時のアクションは5段階あったという）コールにより、名物審判員として人気を得た。露崎のジャッジ見たさにファンが球場に詰め掛けるほどで、その人気が頂点に達した1968年と1969年には、富士ゼロックス、東芝のCMにそれぞれ出演し、1974年にはオールスター出場を果たし、第1戦で球審を務めた（監督推薦で出場した阪急ブレーブス・高井保弘のオールスター史上初、代打逆転サヨナラホームランが達成されている）。この試合で、露崎のアクションジャッジがセ・リーグのファンの前で大々的に披露され、後楽園球場は試合中も、大勢のファンからの「あの審判は誰なんだ？」という問合せ電話が殺到したという。またこの年のオフには、フジテレビ系列で放送中のクイズ番組『ジャンボクイズ100対100』にレギュラー出演した。1968年には審判員交流制度により一年間セ・リーグの審判を務める（入替りにパ・リーグに来たセ・リーグの審判には平光清・福井宏らのちの名物審判がいた）。一軍通算試合出場数1244、オールスターには通算2回（前述と1970年に出場している）。
しかし、その一方で人気が集まる露崎に対する他の審判員からの評判は芳しくなく、そしてアクションばかり優先され肝心なジャッジが疎かだということで様々な形でイジメが行われた。1977年には、一軍出場機会が減り、同年49歳で球界を去った。当時の審判部長・道仏訓は「ゼスチュアに気をとられすぎて、ストライクとボールをよく間違え、あまりにも各球団からクレームがつけられるので主審から外した。彼は10年世に出るのが早かったと思う」と話している。引退後は品川総合福祉センターにて、福祉関係の業務に従事した。タイル貼り技能士の資格を取得したり、パチンコはプロ級の腕前であるなど、多芸の持ち主でもあった。
奇人と思われていたが、ファンに対する物腰は丁寧で、ナイトゲームの後などは1時間以上も少年ファン達にサインを行ったため、午前様になることも度々だったそうである。露崎のサインは独特の絵柄で有名だった。
オーバーアクションを行うためにパ・リーグで初めてインサイドプロテクターを使用した審判員でもある。英語も堪能であり、アメリカの審判事情に通じていた。
その他グラウンド上でのエピソードとして、東映フライヤーズ・白仁天と大立ち回りをしたり（1970年5月23日・東映対近鉄戦）、プロ野球史上唯一の「20秒ルール適用」を行ったり（1972年4月14日・東映対阪急戦で阪急の梶本隆夫に対して露崎はストップウオッチで計測していた。）している。
2009年に没した。81歳没。